# خندق‌کن

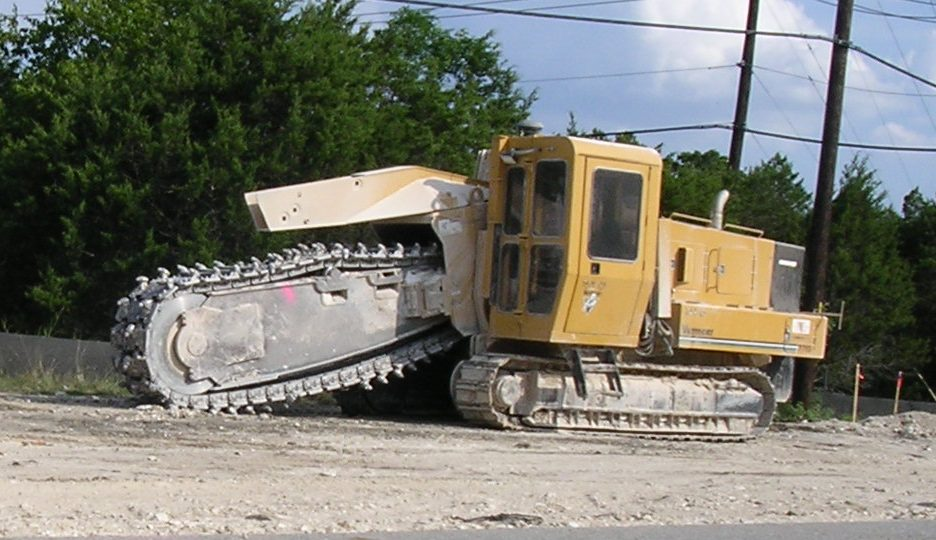
یک خندق‌کن چرخ‌زنجیری با زنجیر حفاری.

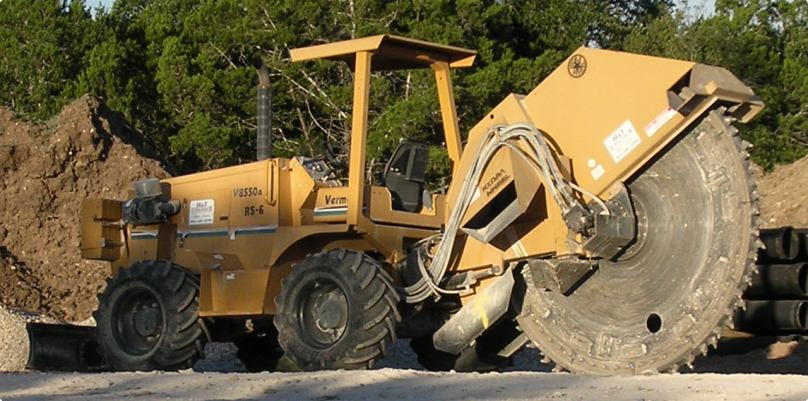
صخره‌بُر (rockwheel)

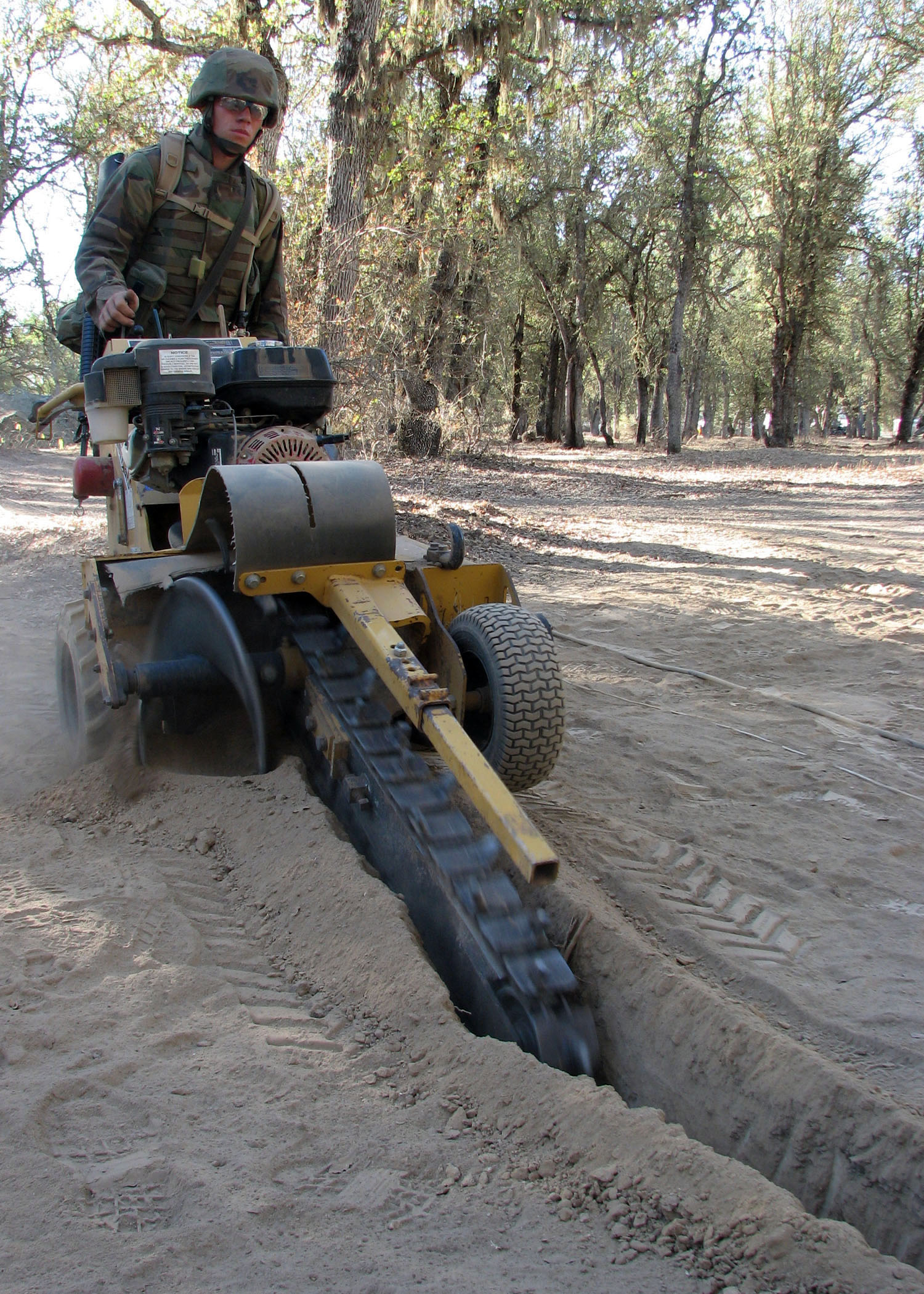
خندق‌کن دستی.

خَندَق‌کَن که به آن کانال‌کن، ماشین زه‌کشی، ترانشه‌زن و ترنچر (به انگلیسی: Trencher) هم گفته‌اند، از ماشین‌آلات سنگین است.
از خندق‌کن‌ها بیشتر برای حفر زمین به منظور زه‌کشی یا کارگذاری خطوط لوله در بزرگراه‌ها یا در سنگ به کار می‌رود.
زمانی که این دستگاه برای حفاری یک کانال صرف می‌کند بسیار کمتر از بیل مکانیکی است.
خندق‌کن‌ها در طیف وسیعی از نظر توانایی و سرعت ساخته می‌شوند. بیشتر این ماشین‌ها از نوع زنجیری بوده و با چرخش زنجیر و خارج کردن خاک از زمین ترانشه حفاری می‌گردد، ولی اگر زمین سنگی باشد نوع زنجیری کاربرد نداشته و بهتر است از ماشین‌های نوع سطلی آن استفاده شود. عواملی مانند عمق حفاری و نوع خاک و ابعاد مزرعه بر سرعت کار ماشین‌آلات مؤثر هستند.
خندق‌کن‌ها ممکن است کوچک و دستی باشند و در مدل‌های قابل اتصال به بیل مکانیکی، مینی‌لودر (skid loader) و تراکتور باشند یا مدل‌های سنگین و بزرگ.
خندق‌کن بر دو نوع چرخ‌لاستیکی و چرخ‌زنجیری وجود دارد که در شرایط سخت از چرخ زنجیری استفاده می‌شود.
بسیاری از انواع خندق‌کن‌ها به منظور پایداری کافی، خاک‌های حفاری شده را به دو سوی طرف ترانشه می‌ریزند به طوری که به آسانی بازپُر (بک‌فیل) شوند.

## سازندگان اصلی
- Astec Underground
- Tesmec
- Trench'n edge Trencher
- Hitch-N-Ditch
- Vermeer
- Ditch Witch
- Eagle Wheel Trenchers
- Inter-Drain Trenchers